# Bélgázok
A bélgáz a bélcsőben előforduló gázelegy összefoglaló elnevezése. A bélgáz részben levegőből, részben különböző gázokból áll, amelyek a véráramból (diffúzió útján), emésztési és bakteriális erjedési (fermentációs), illetve rothadási és egyéb anyagok átalakításának folyamataiból képződnek.
Nehezen emészthető, illetve illó és aromás olajakat, zsírsavakat tartalmazó, gyakran rostban gazdag anyagok fermentatív és bakteriális emésztése kapcsán gázok termelődnek. A bélgázok mennyisége és minősége nagy mértékben függ a táplálék minőségétől, valamint bizonyos fokig az egyén bélflórájától, baktériumaitól is. A bélgázok nagymérvű felszaporodása a belek feszülését és ezzel görcsös állapotot idéz elő (bélgörcs). A bélgázok keletkezése csecsemőkorban helytelen táplálás következménye is lehet. Máskor viszont az exszudatív alkattal (exszudatív diatézis) járó emésztési sajátság, amely a második évnegyed folyamán rendszerint megszűnik. A bélgázok megkötésére gyógyszereket alkalmaznak.

## Összetételük[2]
Előfordul bennük
- szén-dioxid
- egyes élőlényekben metán
- hidrogén
- etán, esetleg etanol
- rövid szénláncú, illékony szerves aldehidek és savak (pl. formaldehid, hangyasav, acetaldehid és ecetsav, propionaldehid és propionsav, butiraldehid és vajsav
- egyes aromás csoportot tartalmazó illóolajok
- nitrogén
- a fehérjebomlásból eredő ammónia, indol, szkatol
- kénhidrogén, merkaptánok
- putreszcin
- kadaverin

## Távozásuk
A bélgáz rendszerint a végbélnyíláson keresztül távozik a belekből. 